# 永野護
永野護（日语：永野 護，1960年1月21日—）是日本漫畫家、機械設定師、人物設計師。京都府舞鶴市出生。拓殖大學中途退學後加入日昇動畫。代表作有《五星物語》、《重戰機》等。在日昇動畫任職時參加多數寫實機器人動畫，以提出可變形機體/全天周螢幕‧線性座席等新設計概念與《機動戰士Z GUNDAM》當中的 AMX-004邱貝雷等代表性的精緻機體而聞名。
現在擔任株式会社EDIT社長。妻子是聲優川村万梨阿，曾演出《重戰機》中的與《五星物語》中的拉克西絲。
由於他在《五星物語》中的片段式記事手法，與及當中的主角“天照帝”的名字（來自日本傳說的“天照大神”），永野護彷彿才是故事中的神，所以他亦被愛好者稱為“永野大神”。

## 作品

### 漫畫
- FOOL for THE CITY
- 五星物語（ファイブスター物語）

### 機械設定
- 巨神GORG（巨神ゴーグ）
- 银河漂流（銀河漂流バイファム）
- 重战机（重戦機エルガイム，含人物设定）
- 機動戰士Z GUNDAM（機動戦士Ζガンダム）

邱貝雷、漢布拉比等等，亦參與ZGUNDAM的最初設計，雖然結果未有被採用，不過設計卻發展成另一部主角MS百式。而這次的改動經過，亦變成後來百式在故事中的開發歷史內容。
- 機動戰士GUNDAM ZZ（機動戦士ガンダムΖΖ）

曾設計主角機ZZ的初稿，但方案最後因設計過於複雜而不被採納，後來由小林誠及明貴美加接手。
- 機動戰士GUNDAM 逆襲的夏亞  （機動戦士ガンダム 逆襲のシャア）

为本作中設計的已知MS有Hi-S-Gundam88和绿色的夜莺，但是未被采用。现今流传的夜鶯、 Hi-ν Gundam，则是出渕裕为小说设计的。
- 機動神腦（ブレンパワード）

## 永野博士
富野由悠季賞識永野才華、曾力薦他當GUNDAM機設，儘管被贊助商萬代否決而連續降板三次（ZG、ZZ、CCA），製作團隊卻以此利用百式研發經緯創造出「永野博士」這號人物，後來《MS大全集》正式收錄：

## 其它
- 永野愛好摇滚乐並有相當深入的研究，他的作品當中有不少名字取用了歐美搖滾樂團與歌曲的名稱。
- 自他共認的富野由悠季愛好者，除了在新世紀動畫宣言時辦成劇中角色的模樣外，也參加多部富野導演作品。永野稱自己為富野導演的孩子之一，結識富野多年來一直維持著相當的交情。
- 在流行時尚，兵器的造型，等設計面的造詣也相當深厚。
- 對線上遊戲《夢幻之星Online》的投入也相當聞名。曾沉迷Star Universe中 Fss Lobby。

## 外部連結
- 官方网站（日語）
- 永野護作品的Facebook專頁（日語）
- 永野護作品的X（前Twitter）（日語）
- MAMORU NAGANO'S LABORATORY[]（日語）
- 永野護氏設計MS大全 （页面存档备份，存于） （同好網頁）（日語）